# アクマル・リザル・アハマド・ラクリ
アクマル・リザル・アハマド・ラクリ（マレー語: Akmal Rizal Ahmad Rakhli、1981年12月12日 - ）は、マレーシアの元サッカー選手。元マレーシア代表。ポジションはFW。
マレーシア人選手としては珍しくフランスのクラブに所属経験のある選手である。

## クラブ歴

### ケダFA
1999年にケダFAのユースからトップチームに昇格したものの出場機会は無かった。

### フランス
元マレーシア代表監督のクラウド・ル・ロイによって同郷のムハンマド・ジュザイリ・サミオンと共にRCストラスブールに移籍した。しかしながら、同クラブでの出場はならずFCSRアグノーに二人揃ってレンタル移籍となった。フランスアマチュア選手権2に所属していた同クラブであるが、彼の貢献もありフランスアマチュア選手権への昇格を果たした。しかしながら、次シーズンでは苦境に立たされ1年で降格の憂き目にあった。この2シーズン目、彼は全て合わせて22試合11得点、USブローニュ相手にも得点を果たした。

### 帰国後
2002年にマレーシアに戻りケダFAに復帰、2006年にはセランゴールFAに移籍した。その後、クアラ・ムダ・ナザFC、ケランタンFAに在籍した。

### ケダFA再復帰
2011年にケダFAに再復帰、1月7日のUiTM FC戦で途中出場し再復帰後初出場を果たすと、その後のDRBハイコムFC戦でスターティングメンバーとなった。2013年3月8日には、クアラルンプールFAから62分に得点を奪い、再復帰後初得点を決めた。16試合に出場したものの、10月に解雇されケダFAを去った。

### サラワクFA
2013年11月10日には1年契約でサラワクFAに移籍した。

### ケダ・ユナイテッドFC
2015年はマレーシアFAMリーグに所属するケダ・ユナイテッドFCに移籍した。同年末で選手を引退した。

## プレースタイル
決定力とテクニックで知られていた選手である。

## タイトル

### クラブ
FCSRアグノー
- フランスアマチュア選手権2: 2000

ケダFA
- マレーシア・プレミアリーグ: 2005-06

セランゴールFA
- マレーシアカップ:

準優勝: 2008
- ピアラFAマレーシア:

準優勝: 2008
ケランタンFA
- マレーシアカップ: 2010

### 代表
- 東南アジア競技大会

銀メダル: 2001
銅メダル: 2003

## 個人成績
代表での得点一覧
| #  | 日附           | 場所                                             | 対戦相手         | 得点 | 結果 | 大会                                |
| -- | -------------- | ------------------------------------------------ | ---------------- | ---- | ---- | ----------------------------------- |
| 1. | 2001年3月8日   | 香港・香港スタジアム                             | 香港             | 1-0  | 2-0  | 2002 FIFAワールドカップ・アジア予選 |
| 2. | 2001年3月8日   | 香港・香港スタジアム                             | 香港             | 2-0  | 2-0  | 2002 FIFAワールドカップ・アジア予選 |
| 3. | 2001年3月25日  | ドーハ・グランド・ハマド・スタジアム             | パレスチナ       | 1-1  | 4-3  | 2002 FIFAワールドカップ・アジア予選 |
| 4. | 2001年3月25日  | ドーハ・グランド・ハマド・スタジアム             | パレスチナ       | 4-2  | 4-3  | 2002 FIFAワールドカップ・アジア予選 |
| 5. | 2002年12月11日 | クアラルンプール                                 | カンボジア       |      | 5-0  | 親善試合                            |
| 6. | 2002年12月18日 | シンガポール・シンガポール・ナショナルスタジアム | シンガポール     | 0-1  | 0-4  | 2002 タイガーカップ                 |
| 7. | 2002年12月20日 | シンガポール・シンガポール・ナショナルスタジアム | タイ             | 1-1  | 3-1  | 2002 タイガーカップ                 |
| 8. | 2004年7月12日  | クアラルンプール                                 | シンガポール     |      | 2-0  | 親善試合                            |
| 9. | 2007年6月21日  | プタリン・ジャヤ・プタリン・ジャヤ・スタジアム   | アラブ首長国連邦 |      | 1-3  | 親善試合                            |